# آریتون
آریتون (به انگلیسی: Ariton) شهرکی است در ایالت آلاباما در کشور آمریکا.

## مکان
آریتون در موقعیت () قرار دارد.
با توجه به اطلاعات اداره آمار آمریکا مساحت آن در حدود ۱۳٫۱ کیلومترمربع است.

## مردم‌شناسی
با توجه به آمار سال ۲۰۰۰ جمعیت آن ۷۷۲ نفر، ۳۰۶ خانواده در آن ساکن هستند.
تعداد ۳۳۵ واحد خانه در هر مساحت تقریبی (۲۵،۵akm²) قرار دارد.
۲۸،۵% درصد از خانواده‌های فرزند زیر ۱۸ سال داشتند که از این تعداد ۴۷،۱% درصد زوج بوده و ۲۰،۶% درصد زنان بدون شوهر و ۲۷،۸% درصد نیز غیر خانواده بودند.
متوسط درآمد یک خانواده در حدود ۲۵،۷۸۱ دلار آمریکا است و زنان درآمد متوسط ۲۷،۲۵۰ دلار آمریکا و مردان درآمد متوسط ۱۷،۶۳۹ دلار آمریکا بدست می‌آورند.